# فرودگاه لوزتاری/پچنگا
لوزتاری/پچنگا (به انگلیسی: Luostari/Pechenga) یک فرودگاه نظامی است. این فرودگاه در کشور روسیه قرار دارد و در ارتفاع ۷۶ متری از سطح دریا واقع شده‌است.